# Parc de Sibelius (Hämeenlinna)
Pour les articles homonymes, voir Parc Sibelius.
Le parc de Sibelius (finnois : Sibeliuksenpuisto) est un parc du quartier de Koilliskulma à  Hämeenlinna en Finlande.

## Présentation
Le parc occupe la moitié sud de l'ilot urbain limité par Lukiokatu, Linnankatu, Birger Jaarlin katu et Sibeliuksenkatu.
Le parc porte le nom du compositeur Jean Sibelius, qui a  vécu dans une maison à l'Est du parc et a étudié au lycée d'Hämeenlinna situé en bordure Ouest du parc. 
Au milieu du parc de Sibelius se trouve une statue en bronze, représentant le jeune Jean Sibelius, sculptée par Kain Tapper et érigée dans le parc en 1964. 
Le parc fait partie du parc national urbain d'Hämeenlinna.

## Histoire
Le parc Sibelius était déjà indiqué dans le premier plan d'urbanisme de Hämeenlinna tracé en 1777 dans le cadre du jardin à la française menant du centre-ville au château du Häme et il est l'un des plus anciens parcs de la ville.
Le parc est créé à partir de la pépinière du gouverneur Otto Carl Rehbinder, qui a donné naissance au début du XIXe siècle, au jardin de la résidence du gouverneur du comté de Häme voisine. 
Des années 1860 aux années 1960, le parc est connu sous le nom de Tähtipuisto. 
Le nom dérive d'un pavillon de restaurant construit dans le parc qui portait autrefois une étoile sur le toit. 
En 2014, le parc a été rénové pour le rapprocher de son aspect d'origine. 
La même année, en l'honneur du 150e anniversaire de la naissance de Sibelius en 2015, des équipements ont été installés sur les bancs du parc, qui jouent les 5 morceaux de Sibelius (Opus 75) lorsque l'on s'assoit sur un banc. 
Le parc abrite aussi un échiquier et une pierre sacrificielle transférée du domaine de Toukola à Ihalempi dans la municipalité d'Hattula.

## Galerie

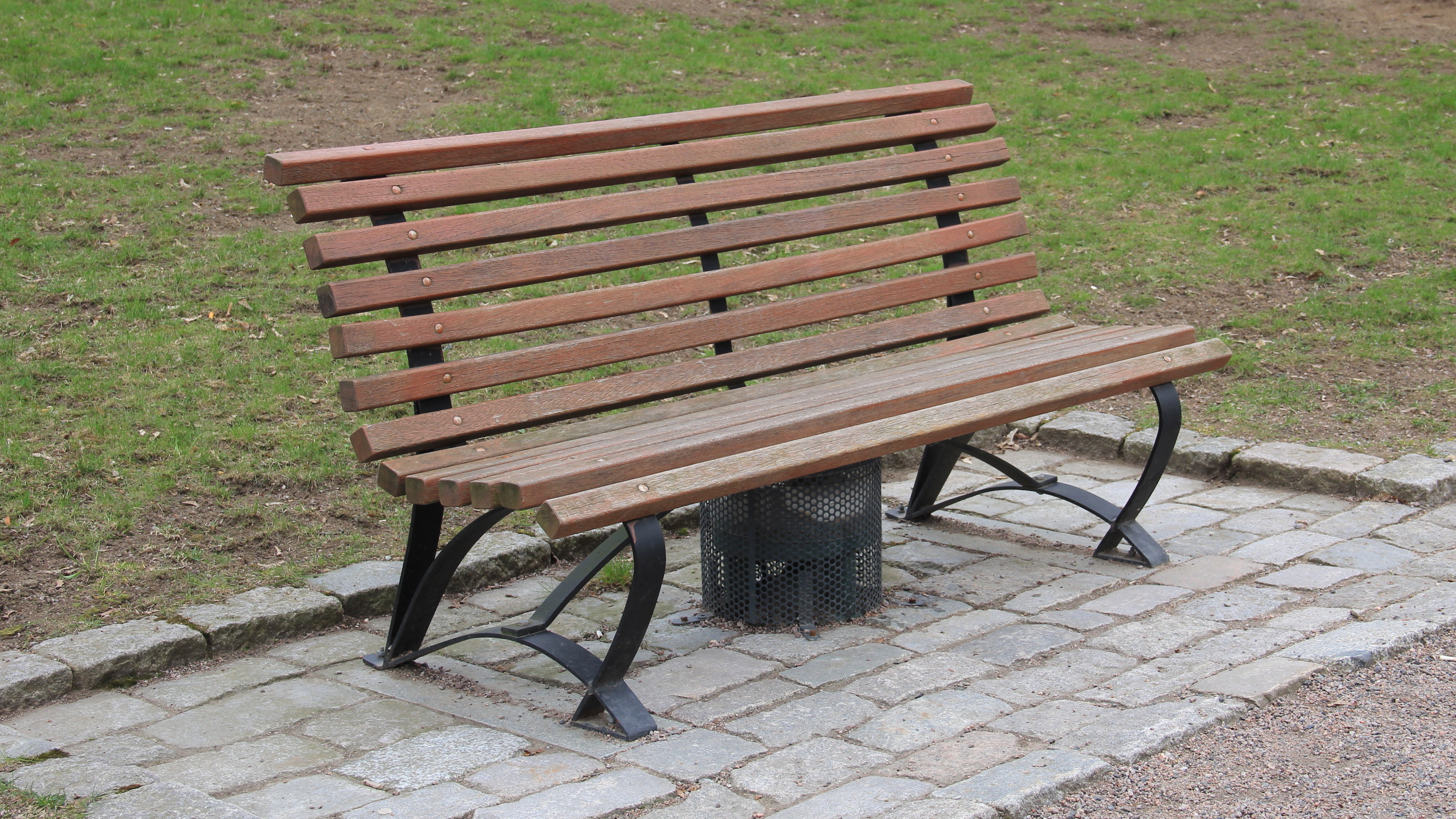
Le banc musical.
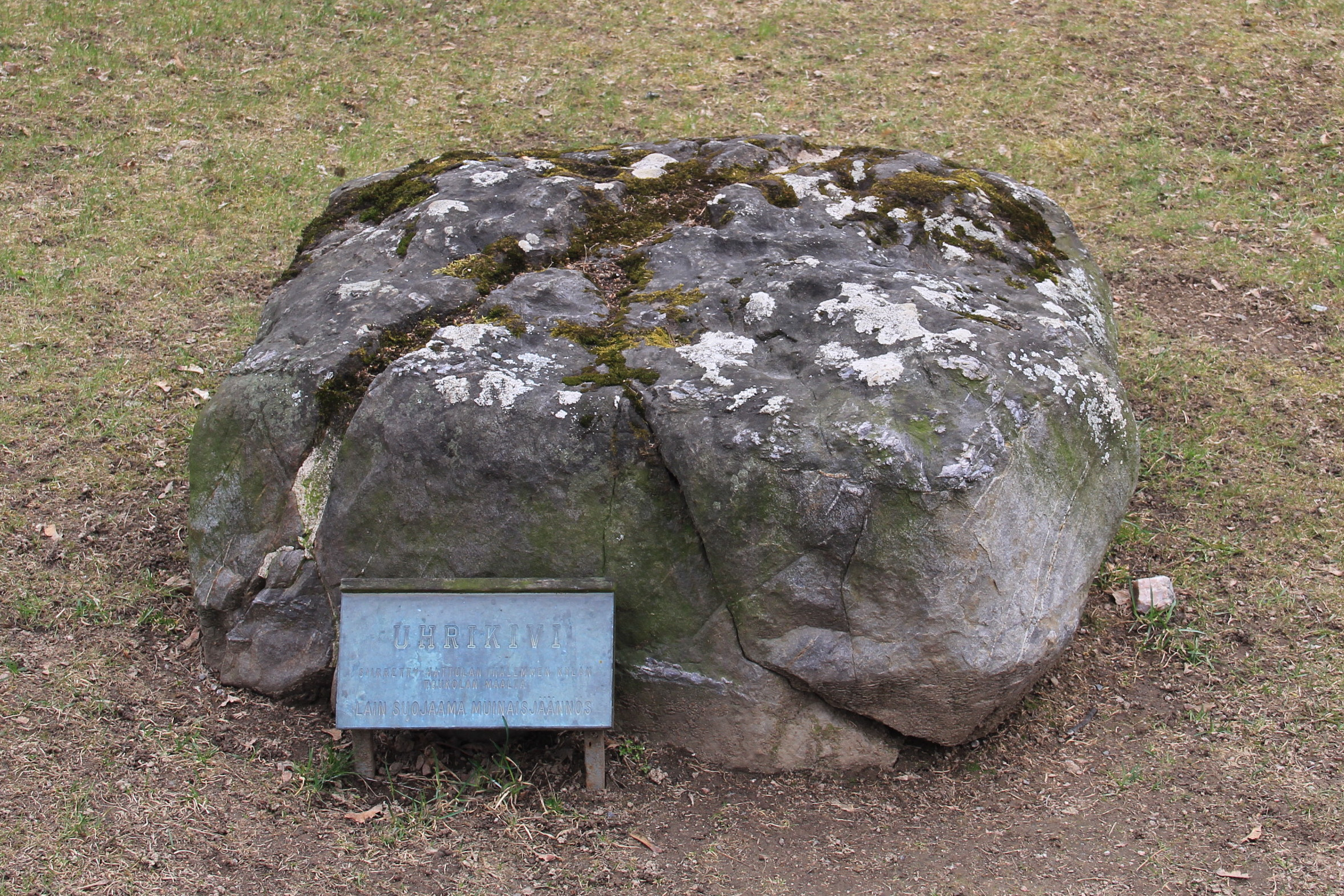
La pierre sacrificielle.
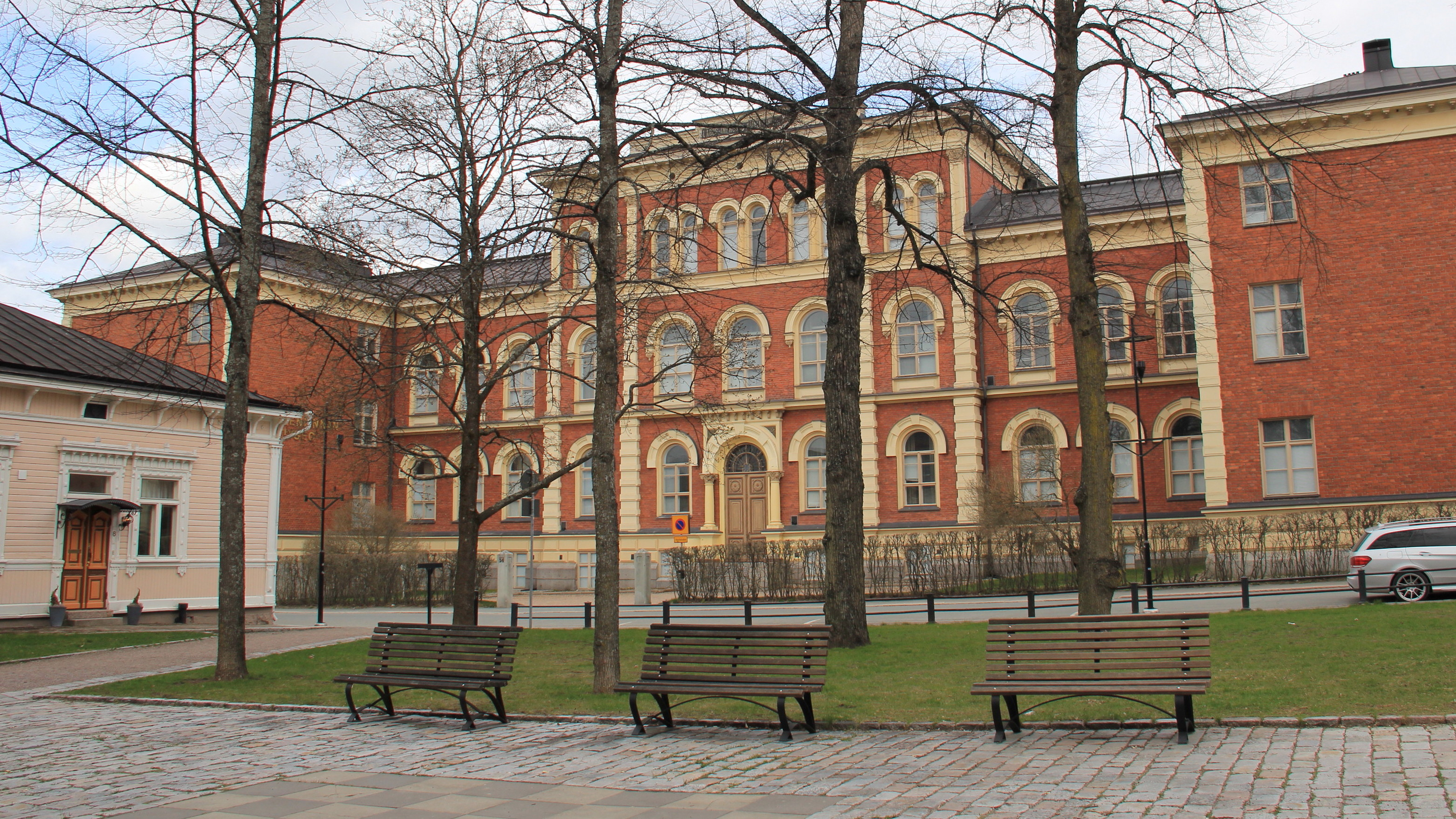
Le lycée d'Hämeenlinna vu du parc.
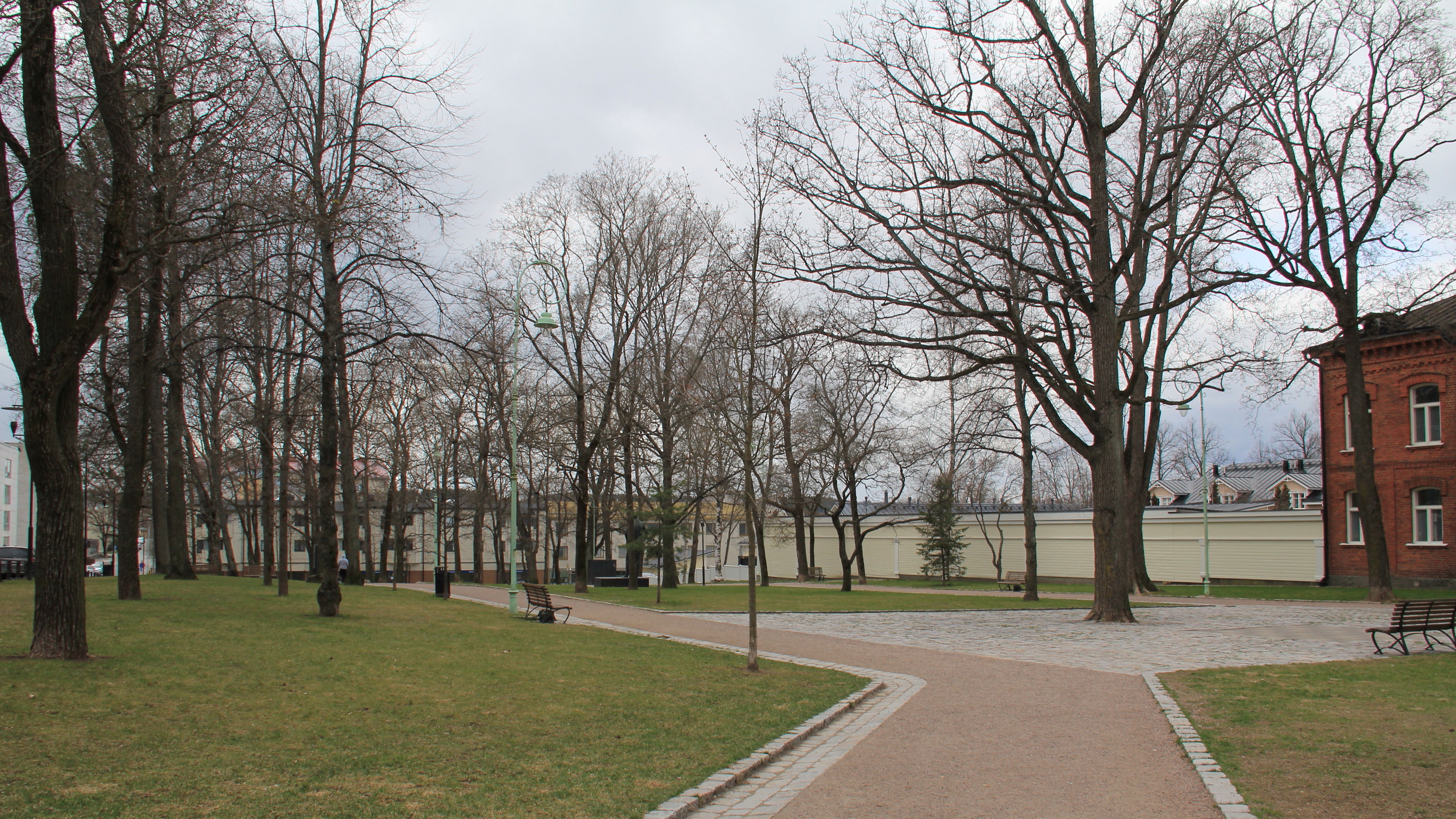
Le parc vu du coin sud-est.